# André Patte
 (février 2018).
Si vous disposez d'ouvrages ou d'articles de référence ou si vous connaissez des sites web de qualité traitant du thème abordé ici, merci de compléter l'article en donnant les références utiles à sa vérifiabilité et en les liant à la section « Notes et références ».
André Patte, né le 24 janvier 1904 à Ouges et mort le 10 août 1986 à Dijon, est un aquarelliste, dessinateur et peintre. Déçu par les financiers ("les prometteurs"), il s'enthousiasme pour la beauté qui nous entoure ("les gens ne savent pas la voir") et le dynamisme des jeunes ("qui y croient encore").

## Biographie
André Patte est né à Ouges, près de Dijon, en janvier 1904. Fils d'un entrepreneur en bâtiment, il suit naturellement la voie paternelle. Un ouvrier peintre lui apprend (vers sa neuvième année) la technique de l'aquarelle. Ensuite, des problèmes de santé limiteront ses activités; il travaillera un peu chez son père, mais il dessinera ou peindra la majorité de son temps. Vers 50 ans, après le décès paternel et la liquidation de l'entreprise, autodidacte, il se consacrera entièrement à la peinture. Après un passage à Paris à la Grande Chaumière et à l'Académie Julian, il devient sociétaire des Artistes français, des Indépendants et du Bilan de l'Art Contemporain. Il est décédé en août 1986.
Officier de l'ordre international de la Renaissance des Arts et Lettres, entre autres récompenses, il a été sélectionné au 4e salon d'Alger « les maitres de notre temps » (1975). Il a reçu le prix du Public à la 6e exposition artistique de Saint-Maure, le Prix Spécial du Jury à la 7e Exposition artistique de l'Aube, la médaille d'argent au Bilan de l'Art contemporain à New York (1980), le diplôme d'honneur au 10e Salon Europ'Arts à Genève (1981), le diplôme d'honneur de la ville de Grenoble (Salon Club Europ'Arts) (1981)…

## Ses œuvres
Il a beaucoup exposé en France (Bourgogne, Paris, Avignon, Cannes, Roscoff, Montauban, Grenoble…) mais aussi à l'étranger (Alger‚ Budapest‚ Montréal‚ Toronto, New York‚ Skopje‚ Pologne‚ Allemagne‚ Québec‚ Sydney…).
On peut voir :
- Des vitraux en Côte-d'Or (églises de Gevrey-Chambertin‚ Flavignerot‚ Bonnencontre‚ Pouilly-sur-Saône…)[1]
- Quelques toiles ou aquarelles aux musées de Dijon‚ Montbard et Skopje (avant le tremblement de terre).
- Une aquarelle acquise‚ au temps de Malraux‚ par le Ministre des Affaires culturelles.
- Deux aquarelles acquises par la Mairie de Paris.
- D'autres œuvres (peintures‚ aquarelles ou tapisseries) acquises par des particuliers ou toujours en possession de la famille.

André Patte est surtout un aquarelliste. Il a laissé plusieurs milliers d'aquarelles et de dessins, ainsi que quelques centaines de peintures. Ses thèmes de prédilection : les paysages, les fleurs, les arbres, le folklore (Fêtes de la Vigne à Dijon), les nus et les portraits, avec une période plus abstraite (tapisserie et vitraux). 
 « Bien partout‚ chez lui partout‚ pourvu qu´il y ait de la couleur‚ du mouvement, de la lumière.(…) Que peint Patte ? Quels sont les thèmes privilégiés de cet art‚ à lui assez particulier‚ figuratif certes mais flirtant volontiers avec l'informel‚ baignant à coup sûr en pleine poésie. La vie‚ la joie. Tout ce qui rit‚ chante‚ danse : les arbres‚ les filles‚ les fleurs. Tout lui est bouquet. (…) Il est éternellement insatisfait. Jamais une toile ne lui paraît parfaite‚ jamais une aquarelle ne lui semble idéale. (…) »  Guy GEOFFROY – journaliste et ami du peintre.

## Publications
Presse : 
- Pays de Bourgogne no 9 (1955)
- La revue Moderne des Arts et de la Vie (janvier 1969) p. 10
- Pays de Bourgogne no 65 (1969)
- Vivre en Bourgogne 2e trimestre 1979 « André Patte, peintre libre. »
- La revue Moderne des Arts et de la Vie (octobre 1979) p. 37

FR3 a réalisé deux films sur le peintre.